# زمستان در آتش: نبرد اوکراین برای آزادی
زمستان در آتش: نبرد اوکراین برای آزادی (انگلیسی: Winter on Fire: Ukraine's Fight for Freedom) یک فیلم مستند اوکراینی و محصول سال ۲۰۱۵ میلادی است.
این مستند در مورد تظاهرات اخیر میدان اروپا در کشور اوکراین است و محصول مشترک کشورهای اوکراین، انگلیس و آمریکا می‌باشد که توسط کمپانی Tolmor Production تهیه و توسط نت فیلیکس به صورت آنلاین استریم شده‌است.یوگنی آفینیفسکی کارگردانی این فیلم را بر عهده داشته که از کارگردانان و تهیه‌کنندگان موفق آمریکایی است. این مستند اولین بار در هفتاد و دومین جشنواره فیلم ونیز به نمایش درآمد همچنین در جشنواره بین‌المللی فیلم تورنتو در سال ۲۰۱۵ جایزه بهترین فیلم مستند را از نگاه تماشاگران به دست آورد. مستند زمستان در آتش همچنین نامزد دریافت جایزه اسکار بهترین فیلم مستند و برنده جایزه امی ساعات پربیننده در بهترین فیلم مستند شده‌است. این فیلم همچنین یکی از برندگان آکادمی علوم و هنرهای تلویزیون در سال ۲۰۱۶ بود.

## موضوع فیلم
این فیلم به وقایع اوکراین در سال‌های ۲۰۱۳ و ۲۰۱۴ می‌پردازد.